# Helene Grass
Helene Grass (n. 28 iunie 1974, Hamburg) este o actriță germană de teatru și de film. Ea devine cunoscută prin filmul Es war einer von uns.

## Date biografice
Helene Grass este fiica arhitectei Veronika Schröter și a scriitorului laureat al premiului Nobel, Günter Grass. Ea a crescut în Hamburg, Berlin și Zürich. După absolvirea școlii, studiază dramaturgia la Școala superioară Otto Falckenberg din München. A început să lucreze în München, Braunschweig și Zürich. Ea a lucrat la posturile Bayerischen Rundfunk (BR), Norddeutschen Rundfunk (NDR) și Westdeutschen Rundfunk (WDR). A început și să scrie o serie de cărți pentru copii ca: "Wir Kinder aus Bullerbü" și "Das doppelte Lottchen". Helene Grass este căsătorită cu un dirijor.

## Filmografie (selectată)
- 1996: Der Fahrradfahrer oder Schröders Leidenschaft
- 1997: Die Rättin
- 1998: Einsatz Hamburg Süd
- 2000: Herzschlag – Das Ärzteteam Nord
- 2004: Das Zimmermädchen
- 2004: Wo bleibst Du, Baby?
- 2005: Liebe ´05
- 2005: Unkenrufe – Zeit der Versöhnung [3]
- 2005/2007: GG 19 – Deutschland in 19 Artikeln
- 2005/2006: Futschicato
- 2006/2007: Der andere Junge
- 2006/2007: Der Unbequeme – Der Dichter Günter Grass [4]
- 2007: Einmal Dieb, immer Dieb
- 2007: Einsatz in Hamburg: Die letzte Prüfung